# نولان أبيض
نولان أبيض (الاسم العلمي:Nolana albescens) هو نوع نباتي يتبع جنس النولان من فصيلة الباذنجانية.